# Straußfurt
Straußfurt ist eine Gemeinde im Landkreis Sömmerda in Thüringen und Sitz der Verwaltungsgemeinschaft Straußfurt, der weitere sechs Gemeinden angehören.

## Geografie
Straußfurt liegt an der Unstrut im Thüringer Becken.
Zu Straußfurt gehören die Ortsteile Henschleben und Vehra.

## Klima
Straußfurt zählt zu den trockensten Orten Deutschlands. So wurde im Jahr 1911 eine Jahresniederschlagsmenge von nur 242 mm gemessen. Damit hält Straußfurt den Trockenheits-Rekord Deutschlands.

## Geschichte

### Vorzeit bis 1800
Bei Straußfurt wurden Gräber aus der Jüngeren Steinzeit, der Bronzezeit und der Zeit des Thüringer Reiches freigelegt, die eine frühe Besiedlung des Gebietes belegen.
Schriftlich wurde die Gemeinde erstmals im Jahre 744 als Stuffefurte in einem Verzeichnis von Schenkungen aus Thüringen an das Kloster Fulda zur Zeit von Bonifatius erwähnt. Nach Wolfgang Kahl fällt die Ersterwähnung in die Zeit von 780 bis 802. Der Name, auch „Strusforte“, bedeutet wohl eine „von Strauchwerk gesäumte Furt“ über die früher deutlich breitere und tiefere Unstrut.
1080 fand auf den Wiesen zwischen Straußfurt, Vehra und Henschleben eine Schlacht zwischen den Truppen König Heinrichs IV. und des Gegenkönigs Rudolf von Rheinfelden statt, die letzterer verlor. Seitdem heißt diese Gegend „Mordäcker“. In Straußfurt gab es bald mehrere geistliche Grundherren und einen befestigten Rittersitz von Dienstmannen des Landgrafen von Thüringen. Im 13. Jahrhundert wird ein Ritter Eberhard von Straußfurt erwähnt, 1387 ein Conrad von Tannrode, Herr zu Stusforte. Die Burg erfuhr im Spätmittelalter einen grundlegenden Umbau zu einer kastellartigen Anlage mit tiefem und breitem Wassergraben. Im Deutschen Bauernkrieg 1525 schlossen sich 20 Straußfurter Bauern dem „Salzaer Haufen“ an. 1592 wütete ein großer Brand im Ort, der 74 Häuser vernichtete. 1597 starben 350 Straußfurter an der Pest. 1613 litt der Ort während der „Thüringer Sintflut“ besonders schwer an Überschwemmungen. Während des Dreißigjährigen Krieges verlor Straußfurt drei Viertel seiner Einwohner.

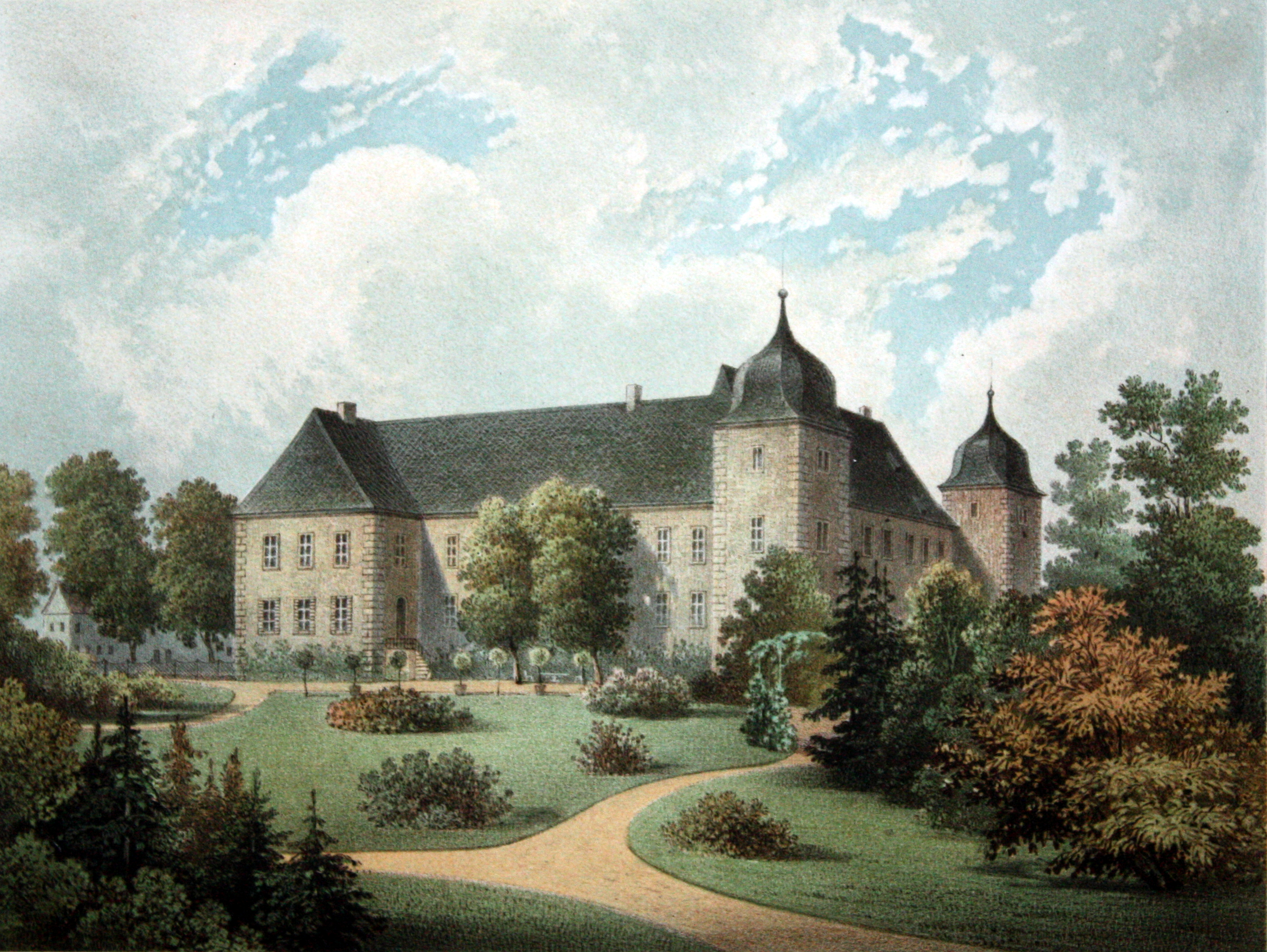
Das ehemalige Schloss in Straußfurt um 1860, Sammlung Duncker

1706 erwarb die Familie von Münchhausen die fünf Rittergüter und die Burg aus dem Erbe der Familie von Selmnitz. Der Erwerber, Gerlach Heino von Münchhausen, hatte Katharina Sophie von Selmnitz aus dem Hause Steinburg geheiratet, deren Familie der Besitz zuvor gehörte. 1724 errichtete die Freifrau Katharina Sophie von Münchhausen ein Waisenhaus, aus dem die „Waisenhaus-Stiftung“ hervorging, und tat auch sonst viel für den armen Teil der Bevölkerung. 1735 baute ihr Sohn, der spätere hannoversche Premierminister Gerlach Adolph von Münchhausen, die Burg unter Beibehaltung der Außenmauern zu einem Schloss mit großem Park um. 1747 wurde das Gewölbe in der Petrikirche neu gefertigt. 1748 erhielt der Gutsbesitzer vom kurfürstlich sächsischen Geheimen Konsilium die Genehmigung zur Jagd auf Trappen. 1752 kam es erneut zu besonders schwerem Hochwasser durch die Unstrut. Der 1770 verstorbene Gerlach Adolph von Münchhausen wurde als „Wohltäter von Straußfurt“ bezeichnet. Da seine beiden Söhne schon im Kindesalter verstorben waren, setzte er den dritten Sohn seines Bruders Philipp Adolph, Georg von Münchhausen (1754–1800), als Erben für Straußfurt (sowie für seinen Drittel-Anteil am Schloss Althaus Leitzkau) ein. 

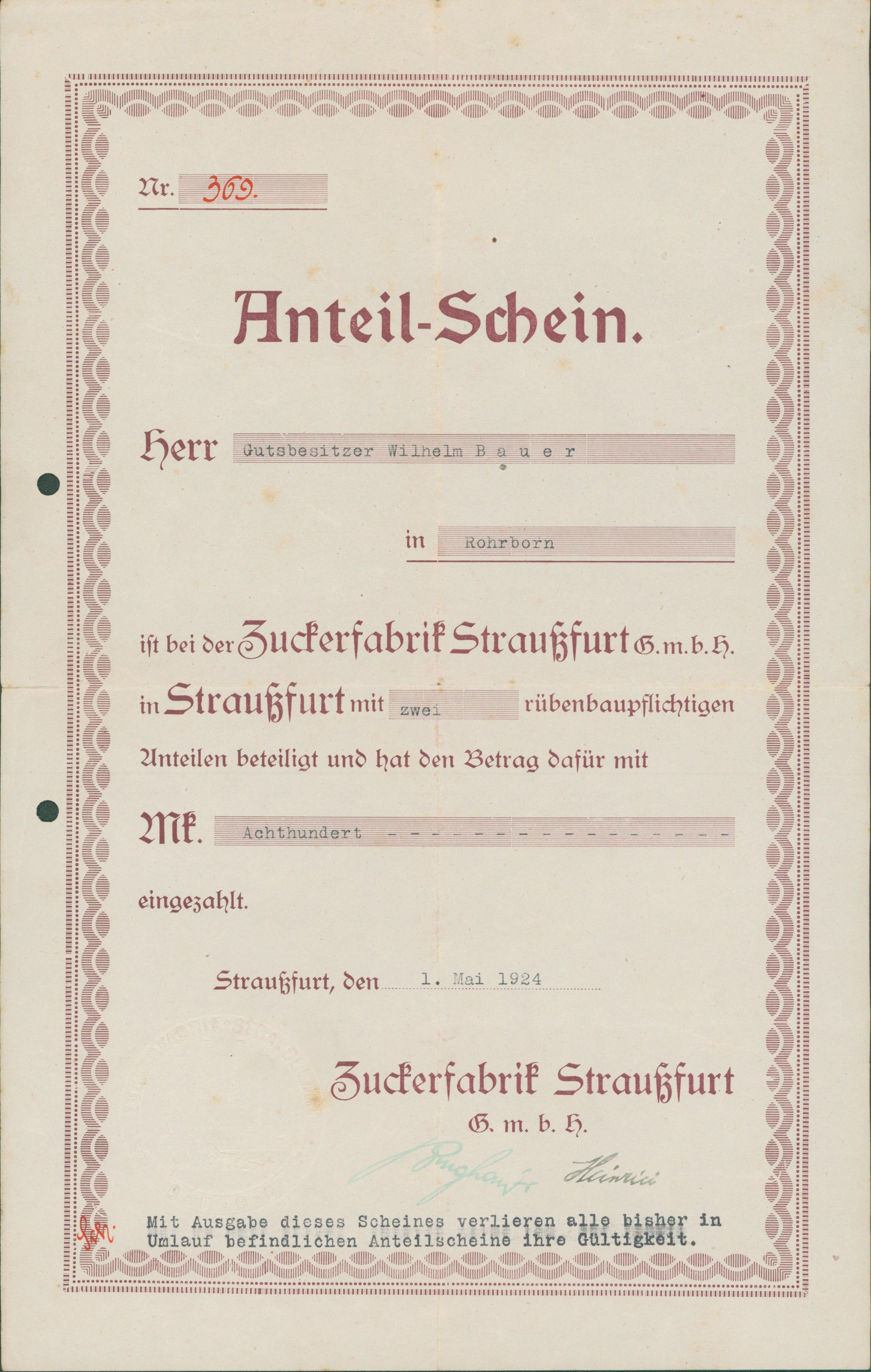
Schuldschein der Zuckerfabrik Straußfurt über 400 Mark, ausgegeben am 1. Mai 1924

### 1800 bis 1945
Straußfurt gehörte bis 1815 zum kursächsischen Amt Weißensee. 1815 wurde der Ort preußisch und Teil des Landkreises Weißensee. Von 1816 bis 1840 war Ernst Friedrich Ferdinand Freiherr von Münchhausen dessen erster Landrat. 1828–1833 wurde die Chaussee von Erfurt nach Kindelbrück über Straußfurt gebaut.
1863 wurde eine Königliche Postexpedition der preußischen Postverwaltung eingerichtet. 1867 gründete sich ein Landwehrverein. 1869 wurde die Eisenbahnstrecke Nordhausen–Erfurt mit dem Bahnhof Straußfurt in Betrieb genommen. 1882 wurden der Ort und seine Umgebung fünfmal von Hochwasser heimgesucht. 1890 konnte eine Kleinkinder-Bewahrungsanstalt eröffnet werden, die Ernst Freiherr von Münchhausen gestiftet hatte. 1891 gab es in Straußfurt 1356 Einwohner. 1905 wurde der Jahn-Turnverein gegründet. 1911 erhielt Straußfurt elektrisches Licht.
Während des Ersten Weltkriegs diente 1915/1916 das Schloss als Genesungsheim für verwundete Soldaten. 1917 gingen Rittergut und Schloss an Graf Friedrich-Joseph von Brühl über. 1944 wurde dem Schloss ein guter, wenn auch sanierungsbedürftiger Zustand bescheinigt.
Nach der Besetzung des Ruhrgebiets durch die Franzosen 1919 nahm die Gemeinde 30 Kinder von dort auf. Während der Unruhen in Mitteldeutschland im Herbst 1923 bildeten sich zwei kommunistische Hundertschaften in Straußfurt. 1925 wurde eine Landwirtschaftliche Fortbildungsschule eröffnet. 1932 konnte die vom Jahn-Turnverein gebaute Turnhalle eingeweiht werden. 1933 erfolgte die endgültige Trennung von Schule und Kirche. Ab 1936 wurde eine Siedlung gebaut, 1937 ein Kindergarten im Ort eingerichtet.
Pfarrer Johannes Rathmann (* 1901) stand wegen der Verbreitung von Schriften der Bekennenden Kirche Anfang 1935 vor dem Amtsgericht Weißensee, er kam mit einer Geldstrafe davon.
Im Zweiten Weltkrieg befanden sich 200 Kriegsgefangene in Straußfurt, die als Arbeitskräfte eingesetzt wurden. Am 10. April 1945 rückten nach Kampfhandlungen mit dem Volkssturm, Beschuss und Zerstörung von Turnhalle, Güterschuppen und Ziegelei US-amerikanische Truppen in Straußfurt ein. Anfang Juli 1945 wurden sie durch sowjetische Einheiten abgelöst und Straußfurt entsprechend Teil der Sowjetischen Besatzungszone. In der Folgezeit wurden viele Heimatvertriebene in der Gemeinde aufgenommen.

### Ab 1945
1945 erfolgte im Rahmen der Bodenreform die Enteignung des Ritterguts, des Schlosses und der Münchhausen-Stiftung. Ein Drittel der 620 ha wurden ein Volkseigenes Gut (VEG), zwei Drittel aufgeteilt und Neubauernhöfe geschaffen. Zwischen 1945 und 1948 erfolgten der Abriss (zur Gewinnung von Baumaterial, das aber nicht geeignet war) und letztlich die Sprengung des Schlosses. Dabei berief man sich auf den SMAD-Befehl Nr. 209 zur Beseitigung von Adelssitzen. Die Münchhausen-Waisenhausstiftung wurde 1951 aufgelöst.
1952 begann der Bau des Hochwasserrückhaltebecken Straußfurt an der Unstrut, durch das Straußfurt und die flussabwärts gelegenen Gebiete vor den seit Jahrhunderten auftretenden Überschwemmungen, die häufig katastrophale Ausmaße hatten, geschützt wurden. 1961 erfolgte die Inbetriebnahme, später noch technische Vervollkommnungen. Das Wasserreservoir diente auch zur Beregnung der intensiv genutzten Ackerflächen der Umgebung. Eine Nutzung des im gefüllten Zustand von Wasservögeln bevölkerten Staubeckens als Naherholungsgebiet findet nicht statt. Die früher in vielen Schleifen langsam fließende Unstrut wurde im ganzen Verlauf kanalartig begradigt und dadurch im Fluss beschleunigt. Südöstlich von Straußfurt gibt es noch von Anglern genutzte, abgeschnittene Unstrutschleifen als Biotope. Früher reichte die Unstrut bis an den nach 1945 abgeholzten Gutspark von Straußfurt heran.
Im Bereich der jetzigen Nordwestecke des Rückhaltebeckens lag das 1945 enteignete und in den 1950er Jahren beseitigte Rittergut Stödten.

### Eingemeindungen
Am 31. Dezember 2019 wurde die Gemeinde Henschleben nach Straußfurt eingemeindet.

### Einwohnerentwicklung
| - 1994 – 1.892 - 1995 – 1.911 - 1996 – 1.911 - 1997 – 1.900 - 1998 – 1.905 - 1999 – 2.060 | - 2000 – 2.080 - 2001 – 2.076 - 2002 – 2.047 - 2003 – 2.005 - 2004 – 1.947 - 2005 – 1.894 | - 2006 – 1.889 - 2007 – 1.866 - 2008 – 1.854 - 2009 – 1.876 - 2010 – 1.818 - 2011 – 1.769 | - 2012 – 1.805 - 2013 – 1.781 - 2014 – 1.766 - 2015 – 1.793 - 2016 – 1.766 - 2017 – 1.742 | - 2018 – 1.756 - 2019 – 2.105* - 2020 – 2.100 - 2021 – 2.110 |

 Datenquelle: Thüringer Landesamt für Statistik

 *ab 2019 mit dem eingemeindeten Henschleben

## Politik

### Gemeinderat
Der Gemeinderat aus Straußfurt setzt sich aus 14 Ratsfrauen und Ratsherren zusammen.
- BIST (Bürgerinitiative Straußfurt) 5 Sitze
- CDU 4 Sitze
- Zukunft für Straußfurt 3 Sitze
- Wählergemeinschaft Henschleben/Vehra 2 Sitze

(Stand: Kommunalwahl am 26. Mai 2024)

### Bürgermeister
Ehrenamtlicher Bürgermeister ist Olaf Starroske (BIST)
Ortsteilbürgermeisterin Henschleben/Vehra Melanie Pusch

### Wappen
Blasonierung: „In silbernem Schild ein blauer Schildfuß, darin zwei silberne Wellenbalken, darüber eine grüne Weide.“

### Gemeindepartnerschaft
Seit 1994 besteht eine Partnerschaft mit Biberbach in Bayern.

## Kultur und Sehenswürdigkeiten

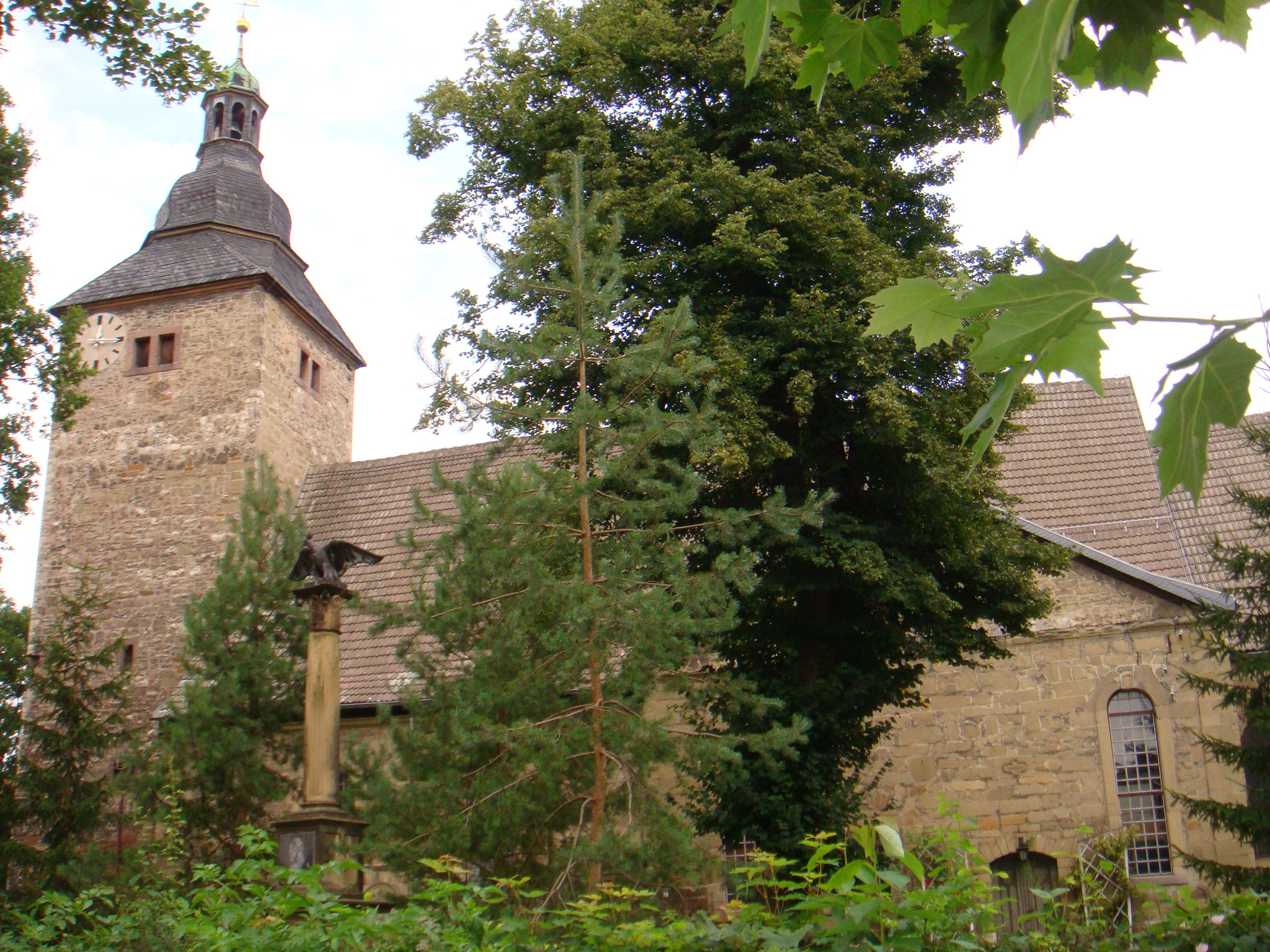
Kirche mit dem älteren Kriegerdenkmal

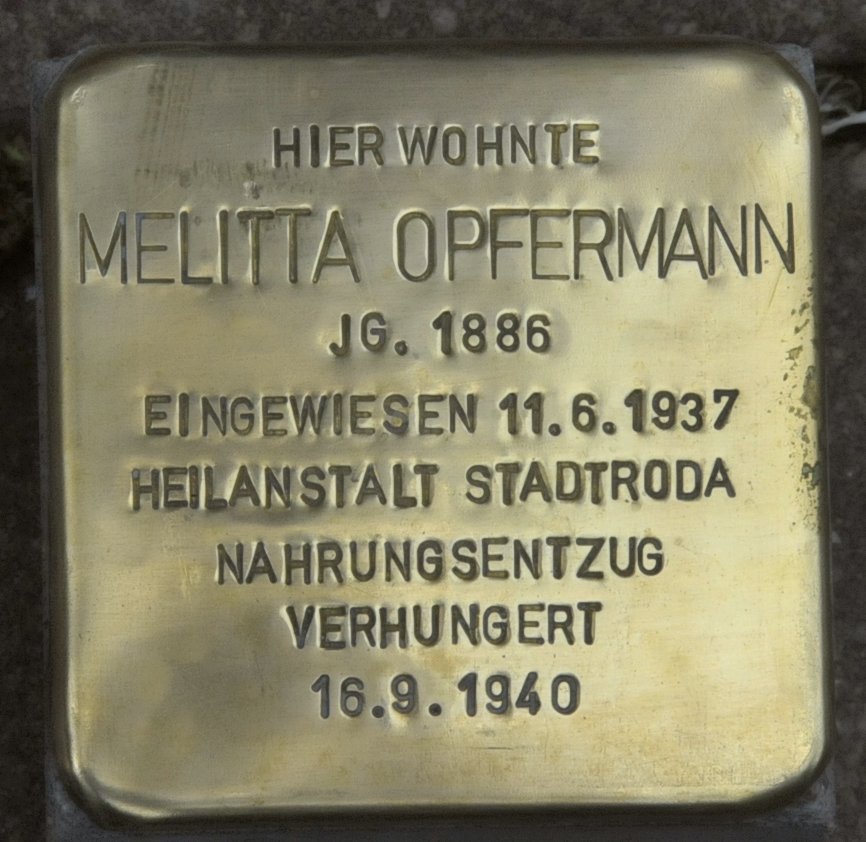
Stolperstein für Melitta Opfermann

- Die Kirche St. Petri entstand 1616–1620 durch Umbau einer älteren Kirche. In der Kirchenmauer finden sich mehrere aufgerichtete, stark verwitterte Grabplatten von 1484 bis 1610. 1747 wurde das Holz-Tonnengewölbe, der „Himmel“, neu gefertigt. 1882 erfolgte eine äußere Restaurierung von Kirchenschiff und Turm. 1980 wegen Einsturzgefahr gesperrt, konnte die Kirche 1987 wieder eingeweiht werden.
- Ein restauriertes, 1896 erbautes Kriegerdenkmal mit Säule und Preußenadler vor der Kirche erinnert an den Deutsch-Dänischen Krieg (1864), den Deutschen Krieg (1866) und den Deutsch-Französischen Krieg (1870/1871).
- Das Ehrenmal für die Gefallenen des Ersten Weltkriegs (1914/18) auf dem Kirchhof wurde 1923 von dem Erfurter Bildhauer Hans Walther geschaffen. Die Figurengruppe mit trauernder Mutter, Kindern und einem vor ihnen liegenden Gefallenen erinnert im Stil an Ernst Barlach.
- Am 18. Juni 2015 wurde vor dem Haus Bahnhofstraße 7 (ehemals Hausnummer 5) im Beisein von Vertretern der Stadtverwaltung und des Landkreises sowie einer Enkelin der Betroffenen von Gunter Demnig ein Stolperstein gesetzt, der an die dort zuletzt freiwillig wohnende Melitta Opfermann erinnern soll.

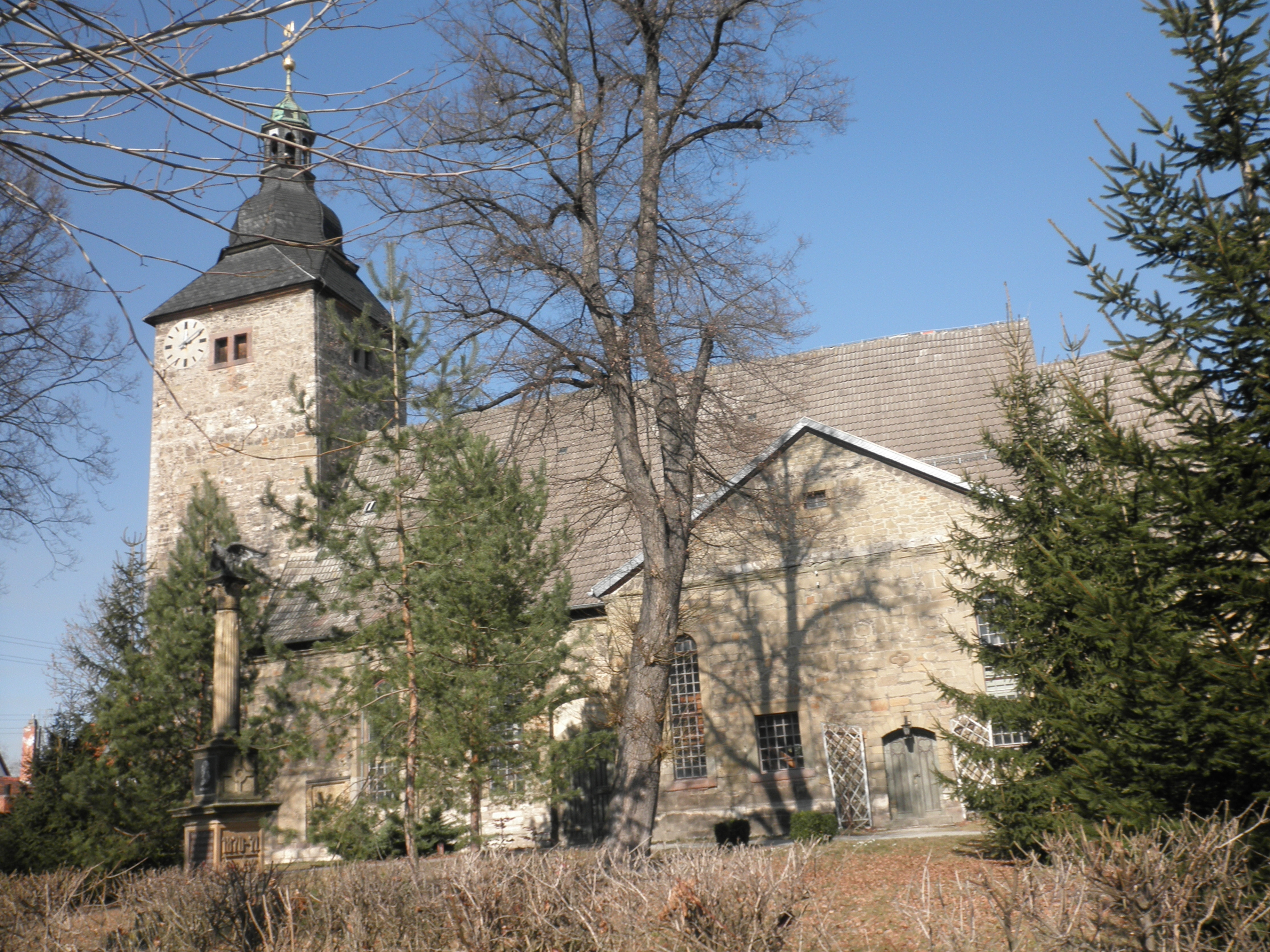
Kirche St. Petri
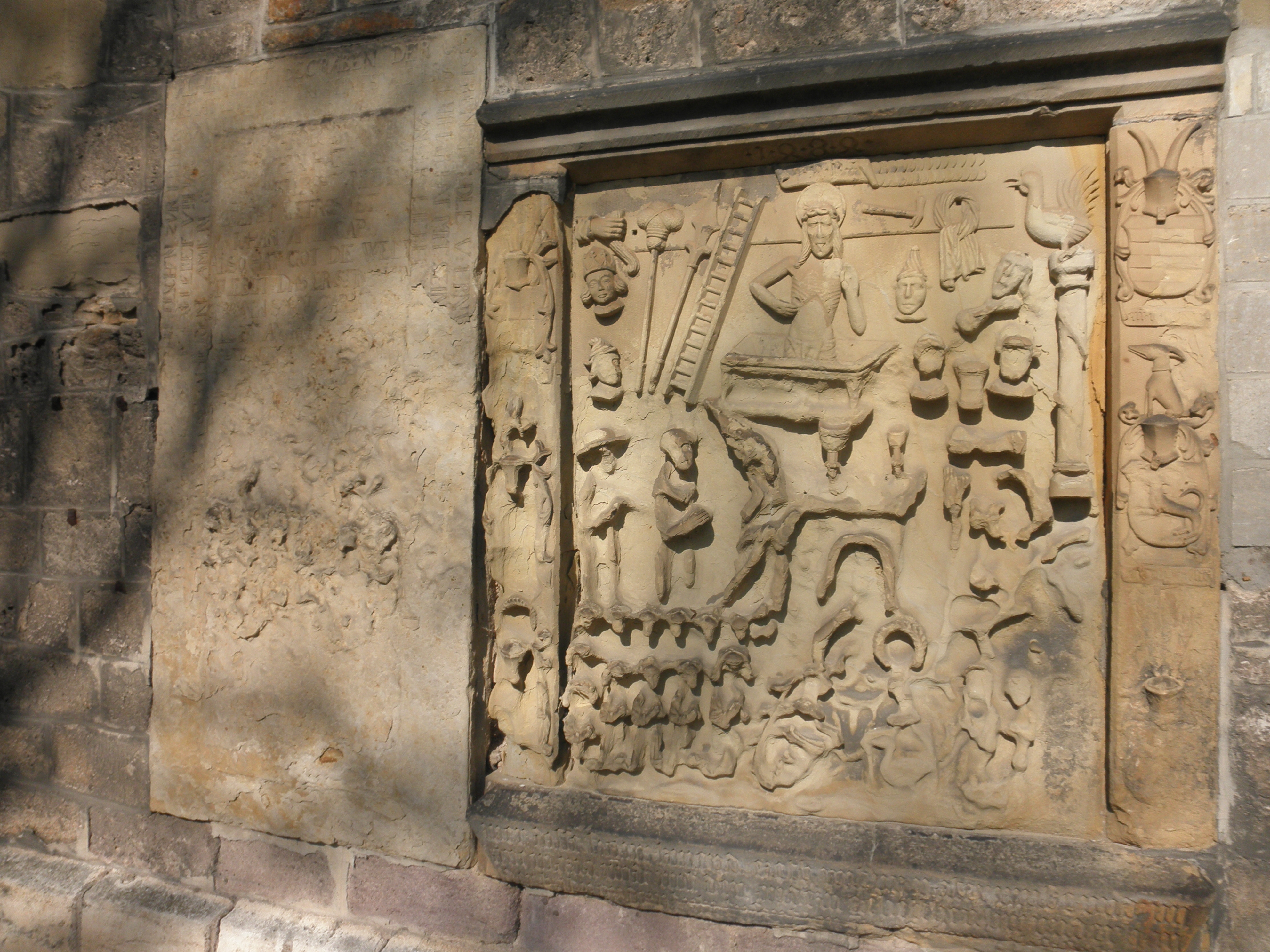
Epitaph in der Kirchenwand
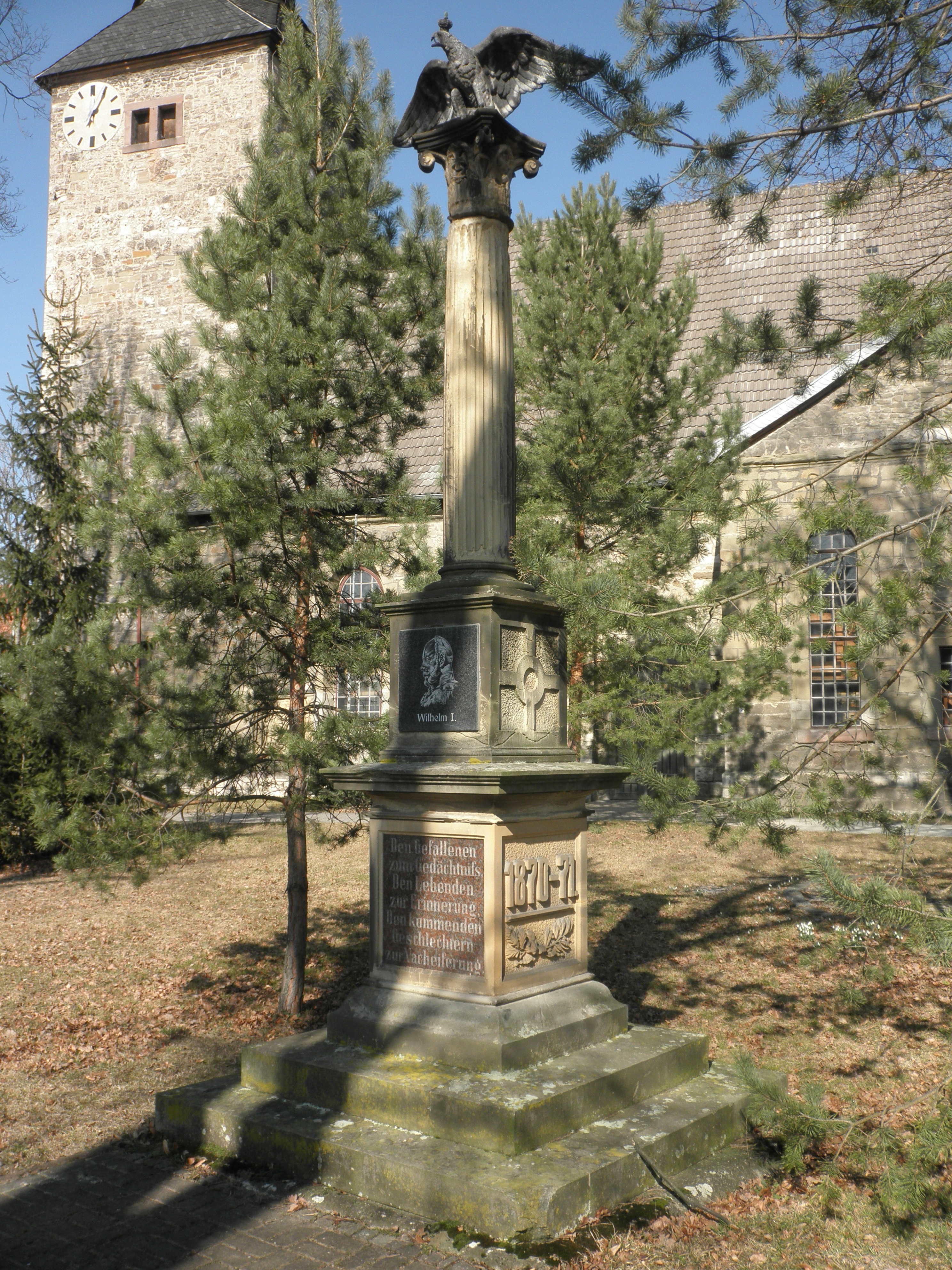
Kriegerdenkmal
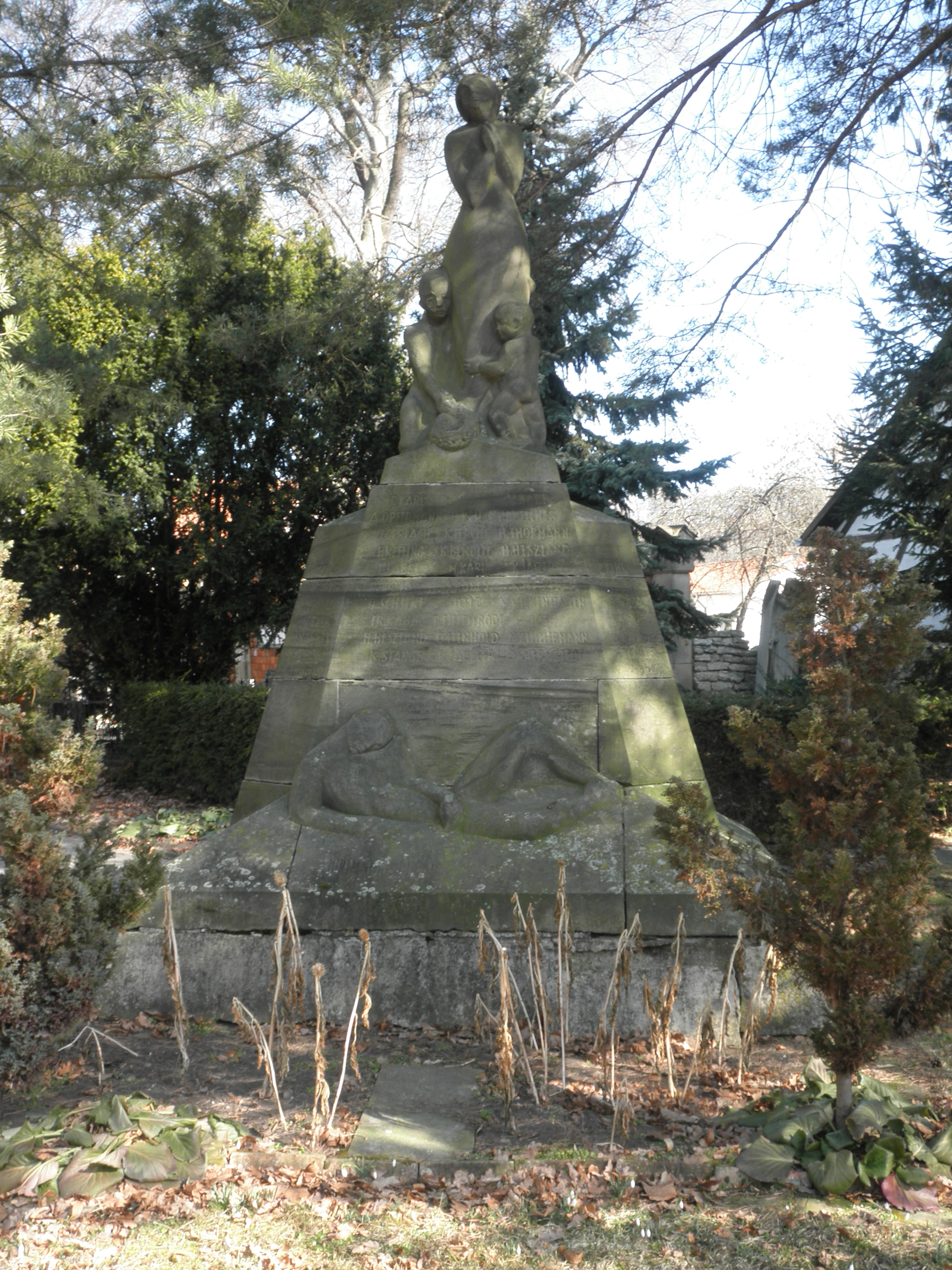
Gefallenen-Ehrenmal

Naturdenkmäler
- Der südwestlich von Straußfurt gelegene Stausee hat die Funktion eines Rückhaltebeckens der Unstrut. Die Hauptbauarbeiten erfolgten von 1952 bis 1960. Es ging eine idyllische Unstrut-Landschaft verloren.
- Frühlings-Adonisröschen-Hang im „Hölzchen“ (Flächen-Naturdenkmal)

## Wirtschaft und Infrastruktur
Straußfurt war lange landwirtschaftlich geprägt. 1862 war das Rittergut der Freiherren von Münchhausen das größte im Kreis Weißensee. Im Jahr 1863 erfolgte die Gründung einer „Königlichen Postexpedition“. 1864 errichtete Schaper das Dachziegelwerk. 1871 wurde durch Robert Wagner eine große Zuckerfabrik in Straußfurt gegründet, deren Arbeiter eine betriebseigene Krankenversicherung hatten. 1911 erhielt Straußfurt elektrisches Licht. 1939 wurde ein eigenes Kraftwerk der Zuckerfabrik eingeweiht. 1946 kam dann die Enteignung von Ziegelei, Zuckerfabrik sowie landwirtschaftlichem Großbesitz und eine Landaufteilung an Neubauern und Einrichtung eines  Volkseigenen Guts. Ab 1952 erfolgte die Zwangskollektivierung der Bauern, die 1960 abgeschlossen wurde. Das VEG bildete viele Lehrlinge aus. Die Landwirtschaft wurde industrialisiert. Das Hochwasserrückhaltebecken lieferte das Wasser für eine Großberegnungsanlage, die 1971 in Funktion ging. 1985 wurde die Ziegelei abgebrochen. Das VEG kam 1990 unter Treuhandverwaltung, 1993 wurde es in eine „Agrarproduktions GmbH Gut Straußfurt“ umgewandelt. 1993 konnte eine Ölheizungsanlage für die Zuckerfabrik in Betrieb genommen werden, der 85 Meter hohe Schornstein des bisherigen Heizkraftwerks – das Wahrzeichen von Straußfurt – wurde abgetragen. Die Zuckerfabrik, seit 1991 zur Südzucker AG gehörend, wurde 1996 im Zuge der Konsolidierung des deutschen Zuckermarktes geschlossen und anschließend abgebrochen.

### Verkehr
Straußfurt liegt an der Kreuzung zweier Bundesstraßen: In Nord-Süd-Richtung verläuft die Bundesstraße 4 und in Ost-West-Richtung die Bundesstraße 176.
Straußfurt war ein Eisenbahnknoten. Hier kreuzten sich die im Jahr 1869 in Betrieb genommene Strecke Bahnstrecke Nordhausen–Wolkramshausen–Erfurt und die fünf Jahre später eröffnete Bahnstrecke Straußfurt–Großheringen (Pfefferminzbahn). Am 1. Juni 1906 wurde zudem die Strecke Straußfurt–Bad Tennstedt eröffnet. 1997/98 wurde der Verkehr auf dieser Strecke eingestellt, ebenso 2007 der auf der Pfefferminzbahn auf dem Abschnitt zwischen Straußfurt und Sömmerda.
Obwohl Straußfurt an der Unstrut liegt, wird es wegen des Staubeckens in weitem Bogen südlich vom Unstrut-Radweg umgangen. Ein nicht offizieller, mit sportlichem Rad befahrbarer Weg führt links der Unstrut von Straußfurt bis Wundersleben, wo er auf den ausgeschilderten und asphaltierten Unstrut-Radweg rechts des Flusses Richtung Schallenburg trifft.

### Bildung
- Staatliche Grundschule Straußfurt
- Staatliche Regelschule Straußfurt

## Persönlichkeiten
- Gerlach Adolph von Münchhausen (1688–1770), Premierminister im Kurfürstentum Hannover, Gründer der Georg-August-Universität Göttingen, Erbauer des Schlosses Straußfurt und „Wohltäter von Straußfurt“
- Ernst Friedrich Ferdinand von Münchhausen (1780–1854), von 1816 bis 1840 erster Landrat des Kreises Weißensee im preußischen Regierungsbezirk Erfurt
- Ferdinand von Münchhausen (1810–1882), Oberpräsident der preußischen Provinz Pommern, Mitglied des Preußischen Herrenhauses

## Sonstiges
Während des Zweiten Weltkrieges mussten mehr als 60 Militärinternierte aus Italien sowie Frauen und Männer aus Polen, der Ukraine und Russland Zwangsarbeit verrichten: in der Landwirtschaft, in der Zuckerfabrik und in der Bahnmeisterei. Zwei Todesopfer sind in diesem Zusammenhang beurkundet.